# Pierre-Paul Schweitzer
Pour les articles homonymes, voir Schweitzer.
Pierre-Paul Schweitzer  (29 mai 1912 - 2 janvier 1994) est un haut fonctionnaire français, directeur général du Fonds monétaire international du 1er septembre 1963 au 31 août 1973.

## Biographie

### Formation
Il est diplômé de l'Ecole libre des sciences politiques en 1934.
En 1936, il devient inspecteur des finances à l'IGF.

### Résistance
Pendant la Seconde guerre mondiale, il s'engage dans la Résistance. Il est nommé à la tête du NAP (Noyautage des administrations publiques), qui était dirigé par Claude Bourdet jusqu'à son arrestation le 25 mars 1944, puis par Bernard de Chalvron jusqu'à son arrestation en mai 1944. Il est arrêté en juin 1944 puis torturé par la Gestapo de la rue de la Pompe, avant d'être déporté à Buchenwald (matricule 81455) par le train de Compiègne du 17 août 1944. Il est libéré le 11 avril 1945.

### Carrière
Il est à l'origine des droits de tirage spéciaux (DTS) et artisan de l'abrogation rapide de la convertibilité du dollar en or et des parités fixes. Critiqué par les États-Unis, il démissionne avant la fin de son second mandat.
Il est également secrétaire général du comité interministériel pour les questions de coopération économique européenne (SGCI) de 1948 à 1949, directeur du Trésor en France entre 1953 et 1960, puis deuxième sous-gouverneur de la Banque de France entre 1960 et 1964.

## Vie privée
Il est le père de Louis Schweitzer, ancien président du groupe Renault, et le neveu d'Albert Schweitzer. Son épouse, née Catherine Hatt, est décédée en 2014.

## Distinctions
- Grand-croix de la Légion d'honneur (1982)[7],[8]
- Médaille de la Résistance française avec rosette (décret du 24 avril 1946)[9]
- Commandeur de l'ordre du Mérite postal (1953)[10]